# Cantata dei giovani per la Vergine Maria
Cantata dei giovani per la Vergine Maria è il primo album in studio del gruppo musicale beat / folk rock Complesso gli Alleluia.

## Tracce
Lato A
1. Verrà una donna
2. L'Angelo del Signore
3. Gloria al Signore
4. Ave, piena di grazia
5. Santo, Signore

Lato B
1. Credo in un solo Dio
2. Madre del dolore
3. Agnello di Dio
4. Litanie della Madonna